# 西敏準則

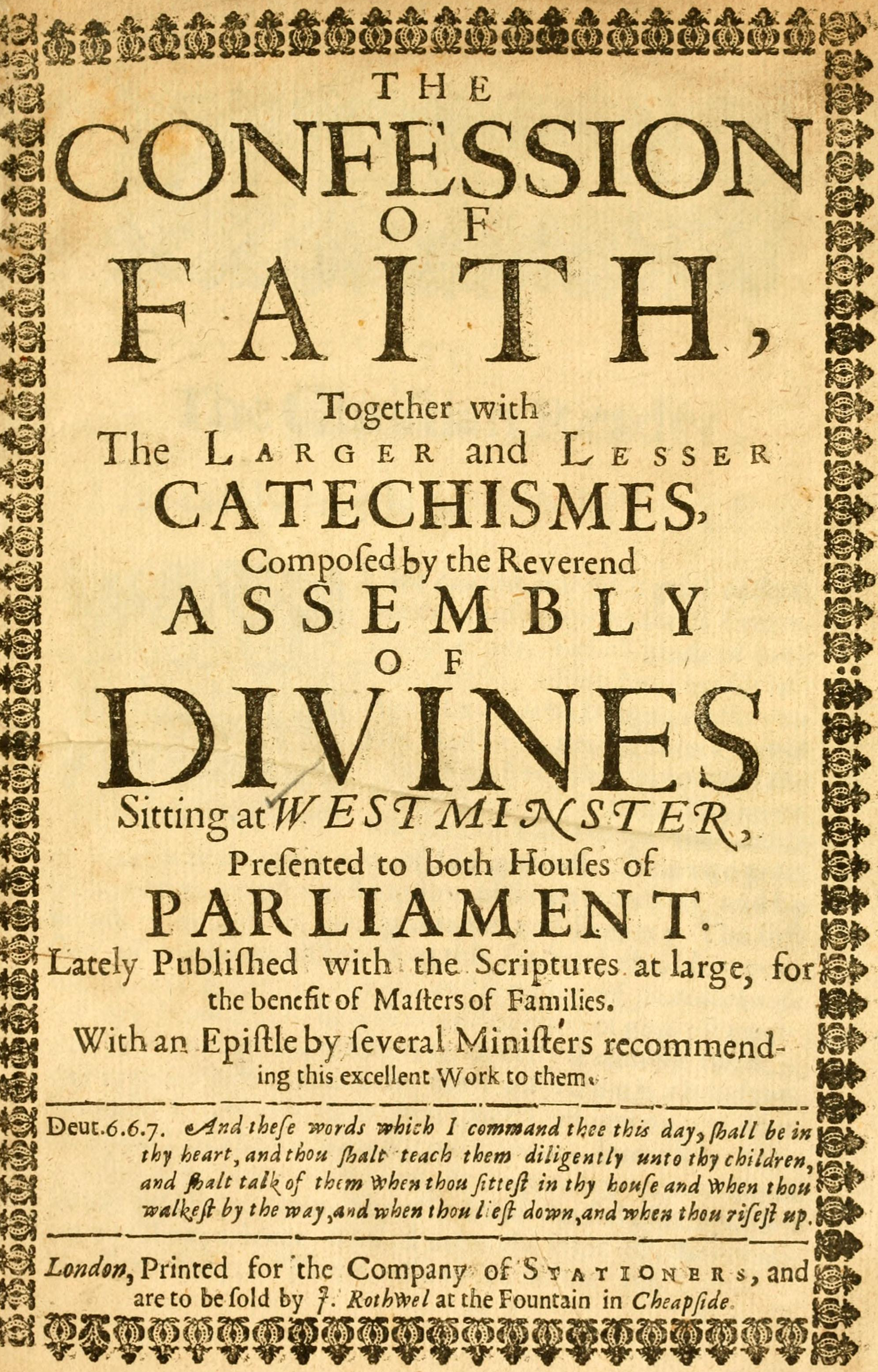
1658年英格蘭出版的《準則》封面。它包含了「完整寫出」的聖經參考經文，意即所有相關經文均詳細列出。

《西敏準則》（英語：Westminster Standards），又稱威斯敏斯特準則，是對由西敏會議（Westminster Assembly, 1643-1649）制定的文件的統稱。這些文件包括西敏信條（Westminster Confession of Faith）、西敏小要理問答（Westminster Shorter Catechism）、西敏大要理問答（Westminster Larger Catechism）、公共崇拜指南（Directory of Public Worship）和教會治理形式（Form of Church Government） , 代表了17世紀英格蘭和蘇格蘭長老會的教義和教會政體。西敏信條以及大小要理問答已被許多改革宗（Reformed）和長老會基督教派別採納為教義標準，但蘇格蘭教會及其直接衍生的教會並未採納。   
在1648年蘇格蘭教會（Church of Scotland）批准信條和要理問答後，英格蘭和蘇格蘭的印刷商開始將它們與其他宗教文件一起出版，這些文集被稱為西敏準則。1658年，印刷商開始收錄信條文件中引用的完整聖經經文。這些文集在1728年的版本中標準化，該版本遵循1679年由流亡到荷蘭的誓約派（Covenanters）出版的作品，包含二十二份文件，其中包括與會議相關的議會法案和靈修作品。這些文集旨在作為教會手冊以及全面的大眾宗教書籍。1728年形式的準則繼續由蘇格蘭自由長老會（Free Presbyterian Church of Scotland）印刷。 
在十九世紀，一些教會因為認為國教會偏離了與西敏準則標準文集中類似的文件清單而與蘇格蘭教會分離。異議者聲稱總會已採納這些文件，但在1690年重組後，蘇格蘭教會立法採納的西敏文件只有信條。